# Ilanka

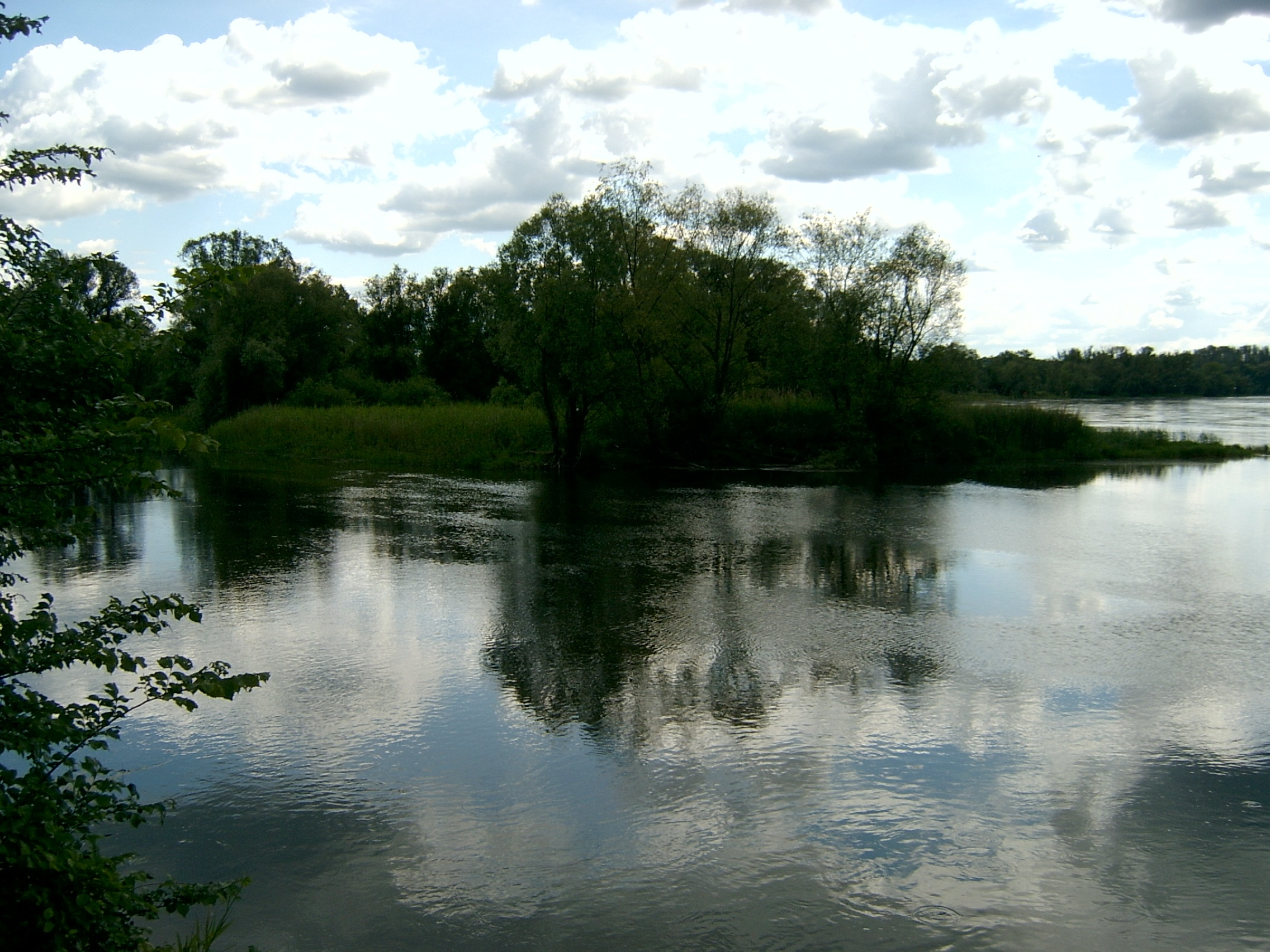
Ilankas mynning i Oder vid Świecko.

Karta över Ilanka med bifloder.

Ilanka, tyska: Eilang, är en omkring 52 kilometer lång flod i Lubusz vojvodskap i Polen. Floden utgör en biflod till Oder. 
Ilanka har sin källa vid Trawnosjön omkring tre kilometer sydost om Torzym och rinner därifrån genom städerna Torzym och Rzepin. Den sista sträckan rinner floden parallellt med Oder innan den mynnar i Oder vid Świecko i Słubices kommun, strax söder om Frankfurt an der Oder.